# Bob Morley

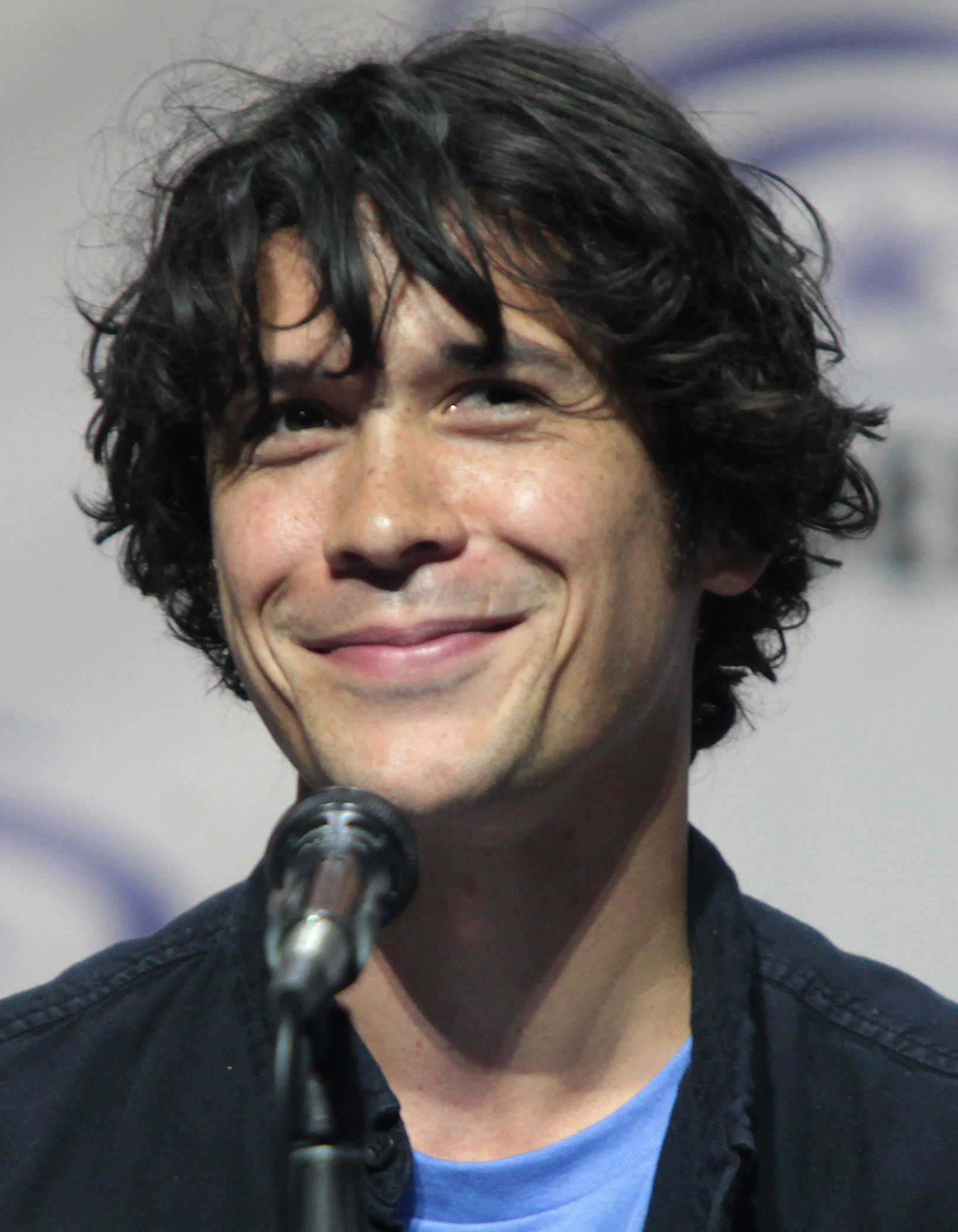
Bob Morley (2016)

Robert Alfred Morley, bekannt als Bob Morley (* 20. Dezember 1984 in Kyneton, Victoria) ist ein australischer Schauspieler.

## Kindheit und Jugend
Morley ist der Sohn einer philippinischen Mutter und eines australisch-irischen Vaters; der Vater starb, als er jung war. Morley hat zwei ältere Schwestern und einen älteren Bruder. Morley wuchs auf einem Bauernhof in Kyneton (Victoria) auf. Bis zur 11. Klasse nahm Morley am Schauspielunterricht teil, wurde dann aber aufgrund seiner schlechten Schulleistungen darum gebeten, diesen aufzugeben. Nach dem Schulabschluss zog Morley nach Melbourne und begann ein Studium zum Ingenieur. Ein Jahr später beschloss er, sich wieder der Schauspielerei zu widmen.

## Leben und Karriere
Morley begann seine Karriere in verschiedenen Hochschultheaterstücken und Kurzfilmen. 2005 hatte er einen Auftritt im Low-Budget-Horror-Film Dead Harvest von Damian Scott. Noch im selben Jahr wurden die Castingverantwortlichen der australischen Soap Home and Away auf Morley aufmerksam, der 2006 dem Cast als „Drew Curtis“ beitrat. Für diese Rolle wurde Morley für einen australischen Filmpreis, den Logie Award, in der Kategorie Most Popular New Male Talent nominiert. 2008 schied Morley aus der Serie Home and Away aus und wurde für die australische Crimeserie The Strip engagiert. Diese brachte es jedoch nur auf eine Staffel mit 13 Episoden. Morley hatte mehrere Gastauftritte in Serien, bis er 2011 eine Rolle in dem australischen Horror-Thriller Road Train annahm. Im Juni 2011 übernahm er eine Rolle in der Fernsehserie Nachbarn als Aidan Foster, einem schwulen Krankenpfleger. Nebenher hatte er noch eine Rolle in dem Film Blinder. Am 21. Februar 2013 wurde bekannt, dass Morley eine Rolle in der CW-Serie The 100 annehmen wird, die er bis 2020 spielte und die seinen internationalen Durchbruch bedeutete.
Am 7. Juni 2019 gab Eliza Taylor auf Twitter bekannt, dass sie mit Bob Morley verheiratet ist. Im März 2022 wurden sie Eltern.

## Filmografie (Auswahl)
- 2006–2008: Home and Away (Seifenoper)
- 2007: It Takes Two (Fernsehserie, 7 Folgen)
- 2008: Scorched (Fernsehfilm)
- 2008: The Strip (Fernsehserie, 13 Folgen)
- 2010: Sea Patrol (Fernsehserie, Folge 4x05)
- 2010: Road Train
- 2011–2013: Nachbarn (Neighbors, Seifenoper)
- 2013: Blinder
- 2014: The White City
- 2014–2020: The 100 (Fernsehserie, 88 Episoden)
- 2021: Love Me
- 2021: The Rookie (Fernsehserie, Folge 3x14)